# Shandel Samuel
Shandel Samuel (n. 14 de diciembre de 1982) es un jugador profesional de fútbol sanvicentino que juega como delantero para el Rendezvous FC de Barbados. 

## Selección nacional
Es internacional con la selección de fútbol de San Vicente y las Granadinas, habiendo disputado 56 partidos y anotado 30 goles que lo convierten en el máximo goleador de su selección.
Ha participado en tres eliminatorias mundialistas (2006, 2010 y 2014), jugando un total de 16 encuentros (4 goles marcados).

## Clubes

### Trayectoria
| Club               | País                         | Periodo       |
| ------------------ | ---------------------------- | ------------- |
| System 3 FC        | San Vicente y las Granadinas | 2001-2005     |
| Negeri Sembilan FA | Malasia                      | 2005          |
| Kedah FA           | Malasia                      | 2005-2006     |
| Negeri Sembilan FA | Malasia                      | 2005-2006     |
| North East Stars   | Trinidad y Tobago            | 2006-2007     |
| San Juan Jabloteh  | Trinidad y Tobago            | 2007-2008     |
| Ma Pau SC          | Trinidad y Tobago            | 2009-2011     |
| Rendezvous FC      | Barbados                     | 2013-presente |

## Vida personal
Shandel Samuel es primo del también internacional sanvicentino Myron Samuel.